# 鬚蛸屬
鬚蛸是最早發表命名的有翅亞目章魚物種及屬，發表於1836年。牠們與奇鬚蛸屬為近親，同樣屬於鬚蛸科。截至目前，鬚蛸屬下僅包含一個物種，棲息於北極海及太平洋與大西洋的北方盆地深海，但也許於南半球有其他尚未發現的物種分布。

## 描述
鬚蛸體長可達400 mm（16英寸）（外套膜長度為170 mm（6.7英寸））。過去鬚蛸曾被認為體長可達1.5米（4英尺11英寸），但這個原先被認為是鬚蛸屬的個體其實是奇鬚蛸屬的未命名物種。鬚蛸的體色呈淺白色或淡紫色，腕的內側和腕之間的膜則呈褐紫色。

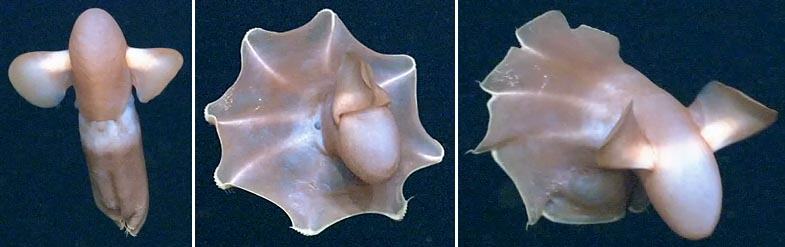
於加拿大盆地執行海洋生物普查時拍攝到的鬚蛸個體

## 分佈地區
鬚蛸是棲息於深海的章魚，主要分布於北極區的寒冷海域、北大西洋和北太平洋。不過在南半球，至少有三隻鬚蛸近似種的個體於紐西蘭和澳大利亞海域發現，牠們有可能是鬚蛸屬的新物種。

## 棲息地
鬚蛸是棲息於中底層的頭足綱物種，意即牠們會於在海床上方約10米（33英尺）的海域中進行游泳或漂浮。牠們多半生存於水深超過2,000米（6,600英尺）的深海中，幾乎沒有光線可穿透，水溫約為攝氏4°C。由於目前只能透過潛水器對鬚蛸進行觀察與研究，難以實際採集樣本，因此對於牠們的生態和習性仍所知甚少。不過，鬚蛸似乎在格陵蘭周遭的海域中特別常見。

## 生物學
在一項關於北極頭足綱動物的研究中，於水深3,000—3,300米（9,800—10,800英尺）接近海床處捕獲了3隻雌性鬚蛸個體，另外也有發現牠們的卵，較大且獨立散落於海床上。從18個鬚蛸個體的胃內容物中，發現牠們主要以小型甲殼類（哲水蚤目、糠蝦目、等足目）和多毛綱動物（多鱗蟲科）為食，這些獵物都是小型的底棲動物。體型最大的糠蝦目獵物體長達14.6 mm（0.57英寸）、最大的多毛綱獵物體長達估計長達24.3 mm（0.96英寸）。